# Gonibeedu, Mudigere
Gonibeedu là một làng thuộc tehsil Mudigere, huyện Chikmagalur, bang Karnataka, Ấn Độ.